# Vela ai Giochi della XI Olimpiade - 6 metri
La competizione della categoria 6 metri  di vela ai Giochi della XI Olimpiade si è svolta nei giorni dal 4 al 10 agosto 1936 al Kieler Förde (Baia di Kiel).

## Partecipanti
| Nazione       | Barca      | Equipaggio                                                                                |
| ------------- | ---------- | ----------------------------------------------------------------------------------------- |
| Argentina     | Wiking     | Claudio Bincaz, Curt Mattson, Christopher Boardman, Leonard Martin, Miles Bellville       |
| Finlandia     | Lynn       | Curt Mattson, Christopher Boardman, Leonard Martin, Miles Bellville, Russell Harmer       |
| Francia       | Qu'Importe | Claude Desouches, Fredrik Meyer, Karsten Konow, Magnus Konow, Vaadjuv Nyqvist             |
| Germania      | Gustel V   | Dietrich Christensen, Lennart Ekdahl, Martin Hindorff, Sven Salén, Torsten Lord           |
| Gran Bretagna | Lalage     | Charles Leaf, Edlef Hossmann, Germán Frers, Jorge Luis Linck, Julio Sieburger             |
| Italia        | Esperia    | Giovanni Stampa, Giuliano Oberti, Giuseppe Volpi, Massimo Oberti, Renato Cosentino        |
| Norvegia      | Lully II   | Alf Tveten, Holger Sumelius, Lars-Gunnar Winqvist, Ragnar Stenbäck, Yngve Pacius          |
| Paesi Bassi   | DeRuyter   | Ansco Dokkum, Kees Jonker, Ernst Moltzer, Herman Looman, Joop Carp                        |
| Polonia       | Danuta     | Alfons Olszewski, Charles Garner, John Wallace, Morgan Adams, William Bartholomae         |
| Stati Uniti   | Mystery    | Carl Paul, Gérard de Piolenc, Jacques Rambaud, Jean Peytel, Yves Baudrier                 |
| Svezia        | May Be     | Dagmar Salén, Janusz Zalewski, Juliusz Sieradzki, Józef Szajba, Stanisław Zalewski        |
| Svizzera      | Ylliam II  | Alexandre Gelbert, André Firmenich, Frédéric Firmenich, Georges Firmenich, Louis Noverraz |

## Risultati
| Regata 1 4 agosto | Regata 1 4 agosto | Regata 1 4 agosto | Regata 1 4 agosto | Regata 2 5 agosto | Regata 2 5 agosto | Regata 2 5 agosto | Regata 2 5 agosto | Regata 3 6 agosto | Regata 3 6 agosto | Regata 3 6 agosto | Regata 3 6 agosto | Regata 4 7 agosto | Regata 4 7 agosto | Regata 4 7 agosto | Regata 4 7 agosto |
| Pos.              | Nazione           | Tempo             | Punti             | Pos.              | Nazione           | Tempo             | Punti             | Pos.              | Nazione           | Tempo             | Punti             | Pos.              | Nazione           | Tempo             | Punti             |
| ----------------- | ----------------- | ----------------- | ----------------- | ----------------- | ----------------- | ----------------- | ----------------- | ----------------- | ----------------- | ----------------- | ----------------- | ----------------- | ----------------- | ----------------- | ----------------- |
| 1                 | Svezia            | 1-59:44           | 12                | 1                 | Norvegia          | 2-02:50           | 12                | 1                 | Italia            | 1-58:56           | 12                | 1                 | Germania          | 3-10:04           | 12                |
| 2                 | Germania          | 2-00:13           | 11                | 2                 | Gran Bretagna     | 2-03:35           | 11                | 2                 | Argentina         | 1-58:59           | 11                | 2                 | Norvegia          | 3-11:03           | 11                |
| 3                 | Gran Bretagna     | 2-00:30           | 10                | 3                 | Svezia            | 2-05:15           | 10                | 3                 | Finlandia         | 1-59:45           | 10                | 3                 | Svezia            | 3-12:51           | 10                |
| 4                 | Finlandia         | 2-00:51           | 9                 | 4                 | Germania          | 2-05:21           | 9                 | 4                 | Norvegia          | 1-59:57           | 9                 | 4                 | Gran Bretagna     | 3-13:24           | 9                 |
| 5                 | Argentina         | 2-01:40           | 8                 | 5                 | Italia            | 2-06:43           | 8                 | 5                 | Gran Bretagna     | 1-59:58           | 8                 | 5                 | Paesi Bassi       | 3-14:50           | 8                 |
| 6                 | Stati Uniti       | 2-03:29           | 7                 | 6                 | Finlandia         | 2-06:57           | 7                 | 6                 | Stati Uniti       | 2-02:40           | 7                 | 6                 | Stati Uniti       | 3-15:14           | 7                 |
| 7                 | Italia            | 2-04:59           | 6                 | 7                 | Francia           | 2-06:58           | 6                 | 7                 | Francia           | 2-06:46           | 6                 | 7                 | Finlandia         | 3-15:53           | 6                 |
| 8                 | Paesi Bassi       | 2-05:54           | 5                 | 8                 | Argentina         | 2-06:58           | 5                 | -                 | Germania          | DQ                | 0                 | 8                 | Argentina         | 3-16:08           | 5                 |
| 9                 | Francia           | 2-13:50           | 4                 | 9                 | Paesi Bassi       | 2-07:12           | 4                 | -                 | Polonia           | DQ                | 0                 | 9                 | Italia            | 3-16:30           | 4                 |
| 10                | Polonia           | 2-15:40           | 3                 | 10                | Stati Uniti       | 2-08:33           | 3                 | -                 | Svizzera          | DQ                | 0                 | 10                | Francia           | 3-17:09           | 3                 |
| -                 | Norvegia          | DQ                | 0                 | 11                | Polonia           | 2-15:35           | 2                 | -                 | Svezia            | DNF               | 0                 | 11                | Polonia           | 3-19:32           | 2                 |
| -                 | Svizzera          | DQ                | 0                 | -                 | Svizzera          | DQ                | 0                 | -                 | Paesi Bassi       | DNS               | 0                 | -                 | Svizzera          | DQ                | 0                 |

| Regata 5 8 agosto | Regata 5 8 agosto | Regata 5 8 agosto | Regata 5 8 agosto | Regata 6 9 agosto | Regata 6 9 agosto | Regata 6 9 agosto | Regata 6 9 agosto | Regata 7 10 agosto | Regata 7 10 agosto | Regata 7 10 agosto | Regata 7 10 agosto |
| Pos.              | Nazione           | Tempo             | Punti             | Pos.              | Nazione           | Tempo             | Punti             | Pos.               | Nazione            | Tempo              | Punti              |
| ----------------- | ----------------- | ----------------- | ----------------- | ----------------- | ----------------- | ----------------- | ----------------- | ------------------ | ------------------ | ------------------ | ------------------ |
| 1                 | Svezia            | 2-29:24           | 12                | 1                 | Norvegia          | 2-29:54           | 12                | 1                  | Norvegia           | 2-08:17            | 12                 |
| 2                 | Gran Bretagna     | 2-30:02           | 11                | 2                 | Svezia            | 2-33:48           | 11                | 2                  | Gran Bretagna      | 2-09:09            | 11                 |
| 3                 | Norvegia          | 2-31:52           | 10                | 3                 | Paesi Bassi       | 2-34:36           | 10                | 3                  | Italia             | 2-09:30            | 10                 |
| 4                 | Argentina         | 2-32:15           | 9                 | 4                 | Germania          | 2-34:58           | 9                 | 4                  | Paesi Bassi        | 2-09:35            | 9                  |
| 5                 | Stati Uniti       | 2-34:09           | 8                 | 5                 | Argentina         | 2-35:58           | 8                 | 5                  | Germania           | 2-09:51            | 8                  |
| 6                 | Italia            | 2-34:43           | 7                 | 6                 | Gran Bretagna     | 2-37:08           | 7                 | 6                  | Svezia             | 2-10:01            | 7                  |
| 7                 | Paesi Bassi       | 2-36:04           | 6                 | 7                 | Finlandia         | 2-37:17           | 6                 | 7                  | Argentina          | 2-10:44            | 6                  |
| 8                 | Francia           | 2-36:47           | 5                 | 8                 | Stati Uniti       | 2-37:41           | 5                 | 8                  | Finlandia          | 2-11:28            | 5                  |
| 9                 | Polonia           | 2-38:00           | 4                 | 9                 | Polonia           | 2-38:08           | 4                 | 9                  | Francia            | 2-15:52            | 4                  |
| -                 | Finlandia         | DQ                | 0                 | 10                | Italia            | 2-38:39           | 3                 | 10                 | Polonia            | 2-24:48            | 3                  |
| -                 | Germania          | DQ                | 0                 | 11                | Francia           | 2-39:30           | 2                 | -                  | Stati Uniti        | DNF                | 0                  |
| -                 | Svizzera          | DQ                | 0                 | -                 | Svizzera          | DQ                | 0                 | -                  | Svizzera           | DQ                 | 0                  |

## Classifica finale
| Pos.    | Nazione       | Barca      | Equipaggio                                                                                | Punti Totali | Punti ottenuti nelle regate | Punti ottenuti nelle regate | Punti ottenuti nelle regate | Punti ottenuti nelle regate | Punti ottenuti nelle regate | Punti ottenuti nelle regate | Punti ottenuti nelle regate |
| Pos.    | Nazione       | Barca      | Equipaggio                                                                                | Punti Totali | 1                           | 2                           | 3                           | 4                           | 5                           | 6                           | 7                           |
| ------- | ------------- | ---------- | ----------------------------------------------------------------------------------------- | ------------ | --------------------------- | --------------------------- | --------------------------- | --------------------------- | --------------------------- | --------------------------- | --------------------------- |
| Oro     | Gran Bretagna | Lalage     | Charles Leaf, Christopher Boardman, Leonard Martin, Miles Bellville, Russell Harmer       | 67           | 10                          | 11                          | 8                           | 9                           | 11                          | 7                           | 11                          |
| Argento | Norvegia      | Lully II   | Alf Tveten, Fredrik Meyer, Karsten Konow, Magnus Konow, Vaadjuv Nyqvist                   | 66           | 0                           | 12                          | 9                           | 11                          | 10                          | 12                          | 12                          |
| Bronzo  | Svezia        | May Be     | Dagmar Salén, Lennart Ekdahl, Martin Hindorff, Sven Salén, Torsten Lord                   | 62           | 12                          | 10                          | 0                           | 10                          | 12                          | 11                          | 7                           |
| 4       | Argentina     | Wiking     | Claudio Bincaz, Edlef Hossmann, Germán Frers, Jorge Luis Linck, Julio Sieburger           | 52           | 8                           | 5                           | 11                          | 5                           | 9                           | 8                           | 6                           |
| 5       | Italia        | Esperia    | Giovanni Stampa, Giuliano Oberti, Giuseppe Volpi, Massimo Oberti, Renato Cosentino        | 50           | 6                           | 8                           | 12                          | 4                           | 7                           | 3                           | 10                          |
| 6       | Germania      | Gustel V   | Dietrich Christensen, Haimar Wedemeyer, Hans Lubinus, Kurt Frey, Theodor Thomsen          | 49           | 11                          | 9                           | 0                           | 12                          | 0                           | 9                           | 8                           |
| 7       | Finlandia     | Lynn       | Curt Mattson, Holger Sumelius, Lars-Gunnar Winqvist, Ragnar Stenbäck, Yngve Pacius        | 43           | 9                           | 7                           | 10                          | 6                           | 0                           | 6                           | 5                           |
| 8       | Paesi Bassi   | DeRuyter   | Ansco Dokkum, Kees Jonker, Ernst Moltzer, Herman Looman, Joop Carp                        | 42           | 5                           | 4                           | 0                           | 8                           | 6                           | 10                          | 9                           |
| 9       | Stati Uniti   | Mystery    | Carl Paul, Charles Garner, John Wallace, Morgan Adams, William Bartholomae                | 37           | 7                           | 3                           | 7                           | 7                           | 8                           | 5                           | 0                           |
| 10      | Francia       | Qu'Importe | Claude Desouches, Gérard de Piolenc, Jacques Rambaud, Jean Peytel, Yves Baudrier          | 30           | 4                           | 6                           | 6                           | 3                           | 5                           | 2                           | 4                           |
| 11      | Polonia       | Danuta     | Alfons Olszewski, Janusz Zalewski, Juliusz Sieradzki, Józef Szajba, Stanisław Zalewski    | 18           | 3                           | 2                           | 0                           | 2                           | 4                           | 4                           | 3                           |
| 12      | Svizzera      | Ylliam II  | Alexandre Gelbert, André Firmenich, Frédéric Firmenich, Georges Firmenich, Louis Noverraz | 0            | 0                           | 0                           | 0                           | 0                           | 0                           | 0                           | 0                           |